# Stor-Fisktjärnen, Jämtland
Stor-Fisktjärnen är en sjö i Bräcke kommun i Jämtland och ingår i Ljungans huvudavrinningsområde. Sjön har en area på 0,161 kvadratkilometer och ligger 392,1 meter över havet.

## Delavrinningsområde
Stor-Fisktjärnen ingår i det delavrinningsområde (694706-145827) som SMHI kallar för Ovan Vitbergsbäcken. Medelhöjden är 418 meter över havet och ytan är 20,61 kvadratkilometer. Räknas de 2 avrinningsområdena uppströms in blir den ackumulerade arean 38,16 kvadratkilometer. Vaxsjöån som avvattnar avrinningsområdet har biflödesordning 3, vilket innebär att vattnet flödar genom totalt 3 vattendrag innan det når havet efter 246 kilometer. Avrinningsområdet består mestadels av skog (77 procent) och sankmarker (19 procent). Avrinningsområdet har 0,24 kvadratkilometer vattenytor vilket ger det en sjöprocent på 1,2 procent.